# Нольтейн, Егор Егорович
Егор Егорович Нольтейн (нем. Georg Karl Eduard Noltein; 13 [25] февраля 1854, Псков, Российская империя — 8 марта 1936, Руйиена, Латвия) — русский инженер путей сообщения, конструктор паровозов, учёный, педагог.

## Биография
Родился в Пскове 13 (25) февраля 1854 года, в семье прибалтийских немцев выходцев из Дерпта Лифляндской губернии. Отец — доктор медицины, акушер-гинеколог Егор Данилович Нольтейн (нем. Johann Georg Noltein; 1824-1868), мать — Ида Фёдоровна, в девичестве Тепфер (нем. Ida Rosette Catharine Toepffer; 1829—1916), воспитательница в псковской Мариинской гимназии. Кроме Георга (Егора, Георгия) в семье воспитывались сёстры Ида (1855—1883), Аделаида (1857—1918) и брат Вольдемар (1864—1893).
После окончания Псковской гимназии, поступил в Санкт-Петербургский институт путей сообщения, из которого был выпущен в 1876 году.
Участвовал в русско-турецкой войне в чине обер-офицера. Работал инженером на железной дороге в Пензе, затем в Москве.
В 1896—1898 гг. — начальник службы тяги Московско-Казанской железной дороги. Одновременно, в 1896—1905 годах преподавал в Императорском Московском инженерном училище ведомства путей сообщения; в 1898-1906 гг. заведовал, организованной в училище, кафедрой «Локомотивы».
Был участником Международных железнодорожных конгрессов: VII конгресса в 1905 году в Вашингтоне, и VIII конгресса в 1910 году в Берне.
В 1910 году вышел в отставку. Переехав в Латвию, преподавал на машиностроительном факультете Рижского политехнического института. С 1918 года — преподаватель Балтийского высшего технического училища. В 1921—1926 годах — профессор технического факультета Латвийского университета. В 1924 году Нольтейну было присвоено звание Почётный доктор-инженер (Doc.-ing. E. H.)

## Научная и конструкторская работа
Во время работы на Московско-Казанской железной дороге сконструировал надёжные товарные паровозы серии Чн с четырьмя сцепными осями.  В 1902 г. впервые в России предпринял установку пароперегревателя на паровоз (был выбран пароперегреватель Шмидта на паровоз серии Ж типа 2-3-0) на Коломенском заводе. Под руководством Е. Е. Нольтейна был сконструирован паровоз серии "фита". В 1907 году совместно с К. Н. Сушкиным разработал и построил паровоз серии К. В 1908 году разработал эскизный проект с техническими инновациями паровоза серии V.
Автор ряда теоретических работ по динамике паровоза. Занимался изучением работы рессор, устойчивости вагонов, рабочего процесса работы паровых машин, и т. д.
Разработал метод расчёта уравновешивания локомотивов. Опубликовал ряд научных работ, важнейшая их которых: Курс паровозов. — М.: Тов-во В. Чичерин, 1902. — 121 с илл.
Предложил проект прокладки метрополитена в одном из районов Москвы.

## Семья
Жена (с 5 декабря  1878 г.) — София Фёдоровна, урождённая Рау (нем. Sophie Emilie Rau; 1856-1937) — уроженка Санкт-Петербурга из семьи купца из Любека, долгое время жившего в России. Их дети:
- Георгий (1883, Полтава — 1961, Спрингфилд, штат Огайо, США) — русский инженер-механик, окончил ИМТУ в 1908, с В. И. Гриневецким руководил проектированием двигателя внутреннего сгорания в 1912-1918 гг.
- София (1885, Полтава — 1955, Любек, Шлезвиг-Гольштейн, ФРГ)
- Бруно (1887, Москва — 1969, Любек) — присяжный поверенный в Риге.
- Маргарита (1888-1889)
- Рудольф (1890—?)
- Эрих (1892, Москва — 1980, Ингольштадт, Бавария, ФРГ) — офицер ВМФ Российской империи, окончил морской кадетский корпус в 1914г., лейтенант флота (с 1916), служил на Черноморском флоте. Участник Первой мировой войны и Белого движения. С окончанием военных действий на Юге России, эмигрировал в Эстонию. Художник.